# Aleiodes abdominalis
Aleiodes abdominalis är en stekelart som beskrevs av Cresson 1869. Aleiodes abdominalis ingår i släktet Aleiodes och familjen bracksteklar. Inga underarter finns listade i Catalogue of Life.